# Tectónica de piel fina

Un ejemplo de tectónica de piel fina puede encontrarse en las zonas externas de pliegues y cabalgamientos que flanquean a la zona axial de los Pirineos (España y Francia).

La tectónica de piel fina o tectónica de revestimiento es uno de los estilos de deformación tectónica que puede ocurrir en situaciones de acortamiento de la corteza continental, caracterizado por el apilamiento de cabalgamientos que afectan principalmente a la cobertera sedimentaria y en menor medida al basamento cristalino. El término se contrapone al de tectónica de piel gruesa, estilo de deformación que presenta fracturas de escala cortical.
El estilo de deformación de piel fina es típico de los cinturones de pliegues y mantos de corrimiento que bordean algunos orógenos, particularmente cuando existen buenos niveles de despegue, tales como capas de lutitas o evaporitas